# Dysschema leptoptera
Dysschema leptoptera är en fjärilsart som beskrevs av Perty 1833. Dysschema leptoptera ingår i släktet Dysschema och familjen björnspinnare. Inga underarter finns listade i Catalogue of Life.